# Eduard Kiewning

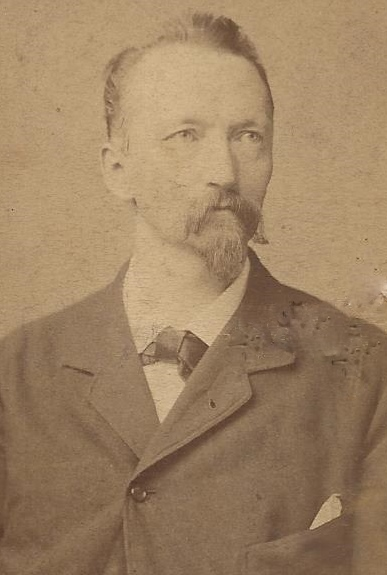
Eduard Kiewning in den 1880er Jahren oder später

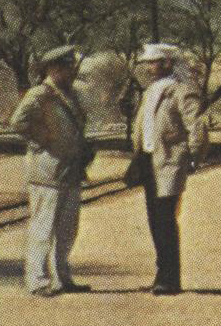
Ausschnittsvergrößerung: Bahnstation Ababis. Die Aufnahme zeigt wahrscheinlich Eduard Kiewning (mit weißer Mütze) im Gespräch mit dem Bahnhofvorsteher (links). Aufgenommen im Juni/Juli 1907.

Ferdinand Richard Eduard Kiewning (* 2. Juni 1843 in Culm; † 13. Januar 1937 in Berlin) war ein deutscher Fotograf, Fotochemiker und Pionier der Farbfotografie.

## Leben
Eduard Kiewning war der Sohn des Schneidermeisters Friedrich Kiewning (* 1816) und dessen Ehefrau Elisabeth Kiewning (* 1822). Friedrich Kiewning war als Schneider in Thorn zwischen 1866 und 1876 ansässig.

### Ausbildung und beruflicher Werdegang
Über Kindheit, Jugend und Ausbildung von Eduard Kiewning ist nichts bekannt. Er ist ab 1868 als Inhaber eines Fotoateliers in Greifswald nachweisbar. Kiewning betrieb von dort aus ab 1870 auch Filialen in Wolgast und Demmin. Auf der Weltausstellung 1873 in Wien präsentierte er erstmals seine Arbeiten einem internationalen Publikum. Ab 1874 verlagerte er sein Atelier nach Stettin. Auf der Weltausstellung von 1876 in Philadelphia erhielt er eine Auszeichnung, ebenso wie bei einer Foto-Ausstellung in Amsterdam 1877, der „Allgemeinen Gewerbe-Ausstellung der Provinz Hannover“ 1878 sowie bei der „Provinzial Gewerbe-Ausstellung zu Bromberg“ 1880. Um 1879/1880 siedelte er nach Posen um, wo er bis 1884 tätig war. Danach wechselte Kiewning mehrfach seinen Wohn- und Arbeitsort – er ist bislang unter anderem in Thorn (1884), Bern (1884/85?), Fürstenwalde (1885), Berlin (1887–1891), München (1893/94), Breslau (1897–1899) und Gleiwitz (1899–1901) nachweisbar. In den späteren 1880er Jahren veröffentlichte er häufiger in der fotografischen Fachpresse zu verschiedenen fotochemischen Themen. Als anerkannter Fotograf und Fotochemiker wurde er 1904 bei der Neuen Photographischen Gesellschaft in Berlin angestellt, die sich ab 1894 zu einem der erfolgreichsten und innovativsten Fotounternehmen entwickelt hatte.

### Afrika-Reise

Bahnstation Ababis. Aufgenommen im Juni/Juli 1907

Der Internationale Weltverlag in Berlin engagierte 1907 Kiewning neben Robert Lohmeyer (1879–1959) und Bruno Marquardt (1878–1916), um in den deutschen Kolonien nach dem System Adolf Miethes Farbaufnahmen aufzunehmen. Hierfür waren die Fotografen mit Apparaten der Firma Bermpohl ausgerüstet. Das Projekt wurde vom Reichskolonialamt administrativ unterstützt. Kiewning trat im Mai 1907 als erster der drei Fotografen seine Reise an. Er erreichte Deutsch-Südwestafrika im Juni und machte Aufnahmen in und um Swakopmund und entlang der Eisenbahnstrecke nach Windhoek sowie in der weiteren Umgebung von Windhoek. Den Süden Namibias bereiste er vermutlich aufgrund der noch unsicheren Lage wegen des gerade erst beendeten Herero-Nama-Krieges (1904–1907/08) nicht. Diese Aufgabe übernahm Robert Lohmeyer 1909, der Aufnahmen aus dem Süden und Norden Namibias sowie Porträts beisteuerte. Kiewnings Bilder sind aber vermutlich die ersten Farbfotografien, die überhaupt in Afrika aufgenommen worden sind.

Eduard Kiewning (wahrscheinlich): Farmer Ludwigs Heim in Klein-Windhuk. Aufgenommen im Juni/Juli 1907.

Die Fotografien wurden erstmals 1909/1910 in dem Werk „Die Deutschen Kolonien“ veröffentlicht, das nach der Pleite des Internationalen Weltverlags 1908 durch die neu gegründete „Verlagsanstalt für Farbenphotographie Weller & Hüttich“ in Berlin produziert worden war, später aber auch in anderen Publikationen. Nach dem Krieg wurden Neuauflagen von „Die Deutschen Kolonien“ zwischen 1924 und 1926 herausgegeben.

### Weiteres Wirken
Nach seiner Rückkehr berichtete Kiewning über seine Erfahrungen mit der Farbfotografie in Vorträgen. Er ließ sich zunächst in Berlin nieder, wo er in den Berliner Adressbüchern als „Photochemiker“ geführt wurde. Um 1912 zog er nach Greifswald um, ging dann jedoch alsbald wieder nach Berlin zurück. Er starb hochbetagt im Johanniterheim in Berlin-Lichterfelde.

### Familie
Kiewning heiratete 1868 in Greifswald Elise Karoline M. Jarmer (* 12. September 1837 in Greifswald † 1882 in Greifswald) verwitwete Kruse. Der Fotograf  Karl Jakob Eduard Kruse (* 1859), der ab 1885 ein Atelier in Berlin betrieb, wurde auf diese Weise sein Stiefsohn. Drei Töchter gingen aus der Ehe hervor: Jeanne Juliane Theodore Friederike (* 21. Januar 1870 in Greifswald; † 9. Dezember 1941 in Berlin), Anna Auguste (* 10. Oktober 1871 in Greifswald) und Wilhelmine Elisabeth (*  27. Dezember 1872 in Greifswald; † 16. Februar 1915 in Berlin). Nach dem Tod seiner ersten Ehefrau 1882 heiratete Kiewning noch im gleichen Jahr die Tochter des Stettiner Kaufmanns August W. Bernstein, Elise Maria Bernstein (* 11. November 1850; † 14. September 1919 in Stettin).

## Schriften
- Heliogravure, in: Photographische Correspondenz 26 (1889), Nr. 345, S. 288–290 und Ebda. Nr. 346, S. 324–329
- Das Atelier Schaarwächter in Berlin, in: Photographisches Archiv 30 (1889), Nr. 620, S. 116–119 und  Ebda. Nr. 621, S. 139–142
- Magnesium Flash-Light and its Application in Photographic Practice, in: The American Annual of Photography and Photographic Times Almanac for 1892, Boston 1892, S. 178–179
- Amidol als vorzüglicher Entwickler für Bromsilber-Papiere, in: Jahrbuch für Photographie und Reproductionstechnik für das Jahr 1894, Halle a.d. Saale 1894, S. 143–145

## Publikationen mit Fotografien Eduard Kiewnings
- Deutsche Kolonialgesellschaft (Hrsg.): Farbenphotographien aus den Deutschen Kolonien. 48 farbenphotographische Aufnahmen nach der Natur. Im Anschluss an das Werk von W. Scheel „Deutschlands Kolonien“. Verlaganstalt für Farbenphotographie Weller & Hüttich, Berlin [1912/13]
- Hans-Ernst Pfeiffer (Hrsg.): „Unsere schönen alten Kolonien“. Mit e. Vorw. v. Ernst Wilhelm Bohle. Mit 189 farbenphotogr. Abb. nach Naturaufn. v. R. Lohmeyer, Br. Marquardt. Ed. Kiewning und Helmut Blenck sowie 20 einfarb. Textabb. u. Karten v. d. Bildstelle d. Reichskolonialbundes. C.A. Weller, Berlin 1941
- Willy Scheel: Deutschlands Kolonien in achtzig farbenphotographischen Aufnahmen. Verlaganstalt für Farbenphotographie Weller & Hüttich, Berlin 1912 (3 Auflagen)
- Kurd Schwabe (Hrsg.): Die Deutschen Kolonien, 2 Bände. Verlagsanstalt für Farbenphotographie Weller & Hüttich, Berlin 1909/1910
- Kurd Schwabe, Paul Leutwein (Hrsg.): Die Deutschen Kolonien: Jubiläumsausgabe zur vierzigjährigen Wiederkehr des Beginns der deutschen Kolonialgeschichte. Vollst. neubearb., Verlaganstalt für Farbenphotographie Carl Weller, Berlin 1924/1925
- Kurd Schwabe, Paul Leutwein (Hrsg.): Die Deutschen Kolonien. Verlaganstalt für Farbenphotographie Carl Weller, Berlin 1925/6 (Nachdruck: Komet Verlag, Köln 2009)